# Emmesomyia spinulosa
Emmesomyia spinulosa är en tvåvingeart som beskrevs av Griffiths 1984. Emmesomyia spinulosa ingår i släktet Emmesomyia och familjen blomsterflugor. Inga underarter finns listade i Catalogue of Life.